# Джурджійський
Джурджі́йський — колишній ландшафтний заказник державного значення. Розташований на північний схід від села Бистриці Надвірнянського району Івано-Франківської області, при потоці Джурджинець (права притока Бистриці Надвірнянської). 
Заповідне урочище «Джурджі» було оголошене рішенням Івано-Франківського Облвиконкому № 264 від 07.07.1972 року. У 1974 р. отримав статус ландшафтного заказника загальнодержавного значення. 1996 року територія заказника була включена до складу земель природного заповідника «Ґорґани». 
Площа - 754 га. 
Охороняється територія з характерною зміною вертикальних рослинних поясів на схилах Ґорганів. На висоті до 900 м ростуть букво-ялицеві ліси, до 1200 м — ялиново-ялицеві ліси, які вище переважають зарості сосни гірської, вільхи зеленої з домішкою ялини та реліктів — сосни звичайної, сосни кедрової європейської, занесеної до Червоної книги України. Багатий тваринний світ представлений характерними для Українських Карпат видами.